# Hiroshi Kanazawa
Pour les articles homonymes, voir Kanazawa (homonymie).
Hiroshi Kanazawa (金澤 宏, Kanazawa Hiroshi) est un footballeur japonais.